# Дом учёных (Ереван)
Дом учёных (арм. Գիտնականի տուն) — достопримечательность Еревана. Расположен на улице Московян, 22.

## История
Здание было построено в 1950 году и являлось собственностью Академии наук Армянской ССР.
В 1955—1956 годах помещения занимала научная лаборатория академика Арменака Мнджояна, впоследствии преобразованная в Институт тонкой органической химии АН Армянской ССР.
С 1962 года здесь работала лаборатория химической физики АН Армянской ССР, руководимая академиком Арамом Налбандяном, на базе которой в 1975 году был создан Институт химической физики АН Армянской ССР. В 1981 году институт переехал в специально построенное новое здание. Старое здание было передано в Отдел прикладных проблем АН Армянской ССР, который впоследствии стал самостоятельным учреждением и частично разместился в других местах.
На освободившихся площадях по инициативе академика Сергея Мергеляна был организован дом учёных для проведения встреч научных работников из разных стран, конференций, дискуссий и других научных мероприятий. В 1981 году над входом в здание была установлена надпись «Дом учёных».
В 1995 году был здание было отчуждено и передано посольству Греции. В 2016 году здание было выставлено на продажу. Согласно сообщениям в прессе в январе 2018 года куплено Артуром Джанибекяном.